# Jorge Todesca
Jorge Alberto Todesca (28 de noviembre de 1946 - 21 de febrero de 2020) fue un economista y político argentino. En diciembre de 2015, el presidente de la Nación, Mauricio Macri, lo designó al frente del Instituto Nacional de Estadística y Censos (INDEC). Se desempeñó como titular del organismo hasta el 16 de diciembre de 2019. Ese día el presidente Alberto Fernández designó a Marco Lavagna como su sucesor en el cargo.

## Carrera
Era licenciado en economía, graduado en la Facultad de Ciencias Económicas de la Universidad de Buenos Aires. 
Es titular de la consultora privada Finsoport Economía & Finanzas, dicha firma fue denunciada por defraudación por el fiscal Emilio Guerberoff. El fiscal Guerberoff imputó a Todesca  junto a los directivos o propietarios de la firma ‘Finsoport S.A’, Jorge Alberto Todesca, Joaquín Luis Francisco, Daniel Alberto Palacios y José Antonio Bello, quienes habrían intervenido en el alza de precios de mercaderías y títulos emitidos por el Estado Nacional, mediante la publicación, en distintos medios de comunicación, de informes sobre datos de inflación falsos, una querella similar contra la consultora de Orlando Ferreres por maniobras defraudatorias similares.
En cuanto a su carrera en el sector público, en 1989 fue Secretario de Comercio Interior durante la presidencia de Raúl Alfonsín durante la cual la inflación  alcanzó un 3670 por ciento anual, durante su paso por la secretaria de comercio Argentina sufrió un periodo de desabastecimiento severo, escasez de bienes básicos, aumento de precios.  La tasa de inflación anual llegó a ser del 3000%, lo que provocó que los precios subieran de manera descontrolada.
Entre 1999 y 2001 fue el vicepresidente del Banco de la Provincia de Buenos Aires. En 2002 fue viceministro de Economía de Eduardo Duhalde (el ministro era Jorge Remes Lenicov).
Entre 1999 y 2001 fue presidente de Provincia Seguros S.A. y miembro de la Junta Directiva Latinoamericana de Visa Internacional. Profesor de grado en la Católica Argentina, Nacional de Mar del Plata.
En las elecciones de la ciudad de Buenos Aires de 2011, Todesca se presentó como candidato a jefe de Gobierno de la ciudad por una alianza entre el Movimiento de Integración y Desarrollo (MID) y el Peronismo Federal (PF), siendo acompañado en la fórmula por Lisandro Eduardo Yofre. [cita requerida]La alianza electoral apoyó la candidatura presidencial de Eduardo Duhalde del partido Unión Popular. Impulsó «IPC Congreso»año antes diversos especialistas habían advertido que el Gobierno nacional de Mauricio Macri alteró la medición de la Canasta Básica Alimentaria (CBA) y la Canasta Básica Total (CBT).
Su paso por el INDEC fue criticado por haber manipulado la metodología de medición del déficit fiscal, en dos oportunidades para ocultar las consecuencias provocadas en las cuentas públicas por  el crecimiento explosivo del pago de intereses por el endeudamiento. En marzo de 2017 se conoció la tasa de desocupación estimada por el Instituto Nacional de Estadísticas y Censos –INDEC-, del orden del 7,6% para el cuarto trimestre de 2016. Las estimaciones previas habían arrojado guarismos de 9,30% y 8,50% para el segundo y tercer trimestre de 2016, respectivamente criticándose los cambios experimentado la metodología de la EPH y el impacto que esta alteración ha reportado sobre los guarismos oficiales de desocupación. La alteración de índices se produjo esencialmente a través de los cambios en proyección de la muestra de la EPH y la modificación de proyección poblacional, este cambio consistió en modificar las proyecciones demográficas de población elaboradas para los aglomerados que forman parte de la medición de la EPH y cambios en las proporciones etarias que al agrandarse el denominador, la tasa de desocupación resultando en un número más bajo. También fueron cuestionados los índices de pobreza de 2018. Hernan Letcher, director del Centro de Economía Política Argentina, afirmó que “Hasta ahora el gobierno había hecho retoques cosméticos, modificaciones metodológicas que le permitían que algunos indicadores no dieran tan mal y otros fueran discutibles. Ahora directamente han metido mano en los datos”.El director del Centro de Economía Política Argentina, Hernán Letcher, se refirió  a los datos de pobreza que difundió el INDEC de 2016, que daban cuenta de una sorprendente reducción de 5 puntos porcentuales, equivalentes a dos millones de personas, en el lapso de un año denunciándose la falsificación de estadísticas de pobreza de 2016 por parte del gobierno.

## Controversias
En marzo de 2014, el entonces juez federal Claudio Bonadío elevó a juicio una causa contra Guillermo Moreno por presunto abuso de autoridad, en una causa iniciada por Todesca por haber multado a su consultura mientras la justicia investigaba a la firma y sus directivos por el delito de defraudación al comercio.
Anteriormente Moreno había denunciado a Finsopor por la presunta comisión del delito de defraudación al comercio por parte de los directivos de dicha firma, incluyendo a Todesca. Meses después el fiscal Emilio Guerberoff pidió que se avance en la investigación ratificando la denuncia.
En febrero de 2013 denunció que el periodista Roberto Navarro, lo insultó y lo amenazó en el programa Economía Política.
Diversos economistas denunciaron que luego de la intervención de 2016 dispuesta por Mauricio Macri, los datos fueron manipulados y tergiversados durante los meses del "apagón estadístico" dispuesto por el presidente con el objetivo de alterar la metodología para inflar el déficit de las cuentas públicas del último año del gobierno de Cristina Fernández de Kirchner, con el objetivo de minimizar el déficit fiscal provocado por la pérdida de recursos con la eliminación de las retenciones agropecuarias, industriales y mineras;  y ocultar información pasada al no empalmar las series con los nuevos indicadores del Indec para no reflejar el ciclo regresivo en materia laboral y social.
El gobernador cordobés Juan Schiaretti criticó los índices de pobreza del Indec de Todesca diciendo que era “una vergüenza” y "una burla" que en tres meses la pobreza baje del 40,5% al 29% en el conglomerado urbano del gran Córdoba. En tanto también el gobernador de San Juan criticó los índices de 2017 ya que el organismo había notificado que San Juan tenía el 43,6 por ciento de pobres y tres meses después informó que la pobreza en San Juan bajó al 26,4 por ciento, 17 puntos en tres meses.

## Muerte
Todesca falleció a los 73 años el 21 de febrero de 2020 por una linfoma. 

## Publicaciones
- «El Mito del País Rico» (Emecé Editores, 2006).[11][31]